# Guillermo Jaime Rojas
Jorge Guillermo Jaime Rojas (Iquique, 1915-Santiago, 13 de mayo de 1946) fue un futbolista chileno que se desempeñaba como delantero. Fue el capitán del equipo de Green Cross que se tituló campeón en 1945.

## Trayectoria
Comenzó su carrera en el fútbol en Liverpool Wanderers y en el Cuatro Naciones. En 1937 fue seleccionado amateur de Santiago, lo que hizo que llegara al año siguiente al Audax Italiano.
Estuvo en el cuadro itálico hasta 1941, cuando sus buenas presentaciones lo llevaron al Green Cross. En 1945 era el capitán del equipo que consiguió el campeonato nacional.
A comienzos de 1946 se agravó una enfermedad que tenía en sus pulmones, lo que lo hizo retirarse del fútbol profesional. Debido a esto, el 13 de mayo de 1946 decidió quitarse la vida.

## Clubes
| Club           | País  | Año       |
| -------------- | ----- | --------- |
| Audax Italiano | Chile | 1938-1941 |
| Green Cross    | Chile | 1942-1945 |

## Palmarés

### Campeonatos nacionales
| Título           | Club        | País  | Año  |
| ---------------- | ----------- | ----- | ---- |
| Primera División | Green Cross | Chile | 1945 |